# 卢瓦雪
卢瓦雪（法語：Loisieux，法語發音：[lwazjø]）是法国萨瓦省的一个市镇，属于尚贝里区。

## 地理
卢瓦雪（45°39'5"N, 5°44'6"E）面积9.33 平方千米，位于法国奥弗涅-罗讷-阿尔卑斯大区萨瓦省，该省份为法国东部省份，历史上为薩伏依的一部分，北起上萨瓦省，西接伊泽尔省和安省，南部和东部与上阿尔卑斯省和意大利接壤。
与卢瓦雪接壤的市镇（或旧市镇、城区）包括：拉巴尔姆、尚帕尼厄、拉沙佩勒圣马丹、圣皮埃尔达尔韦、特赖兹。

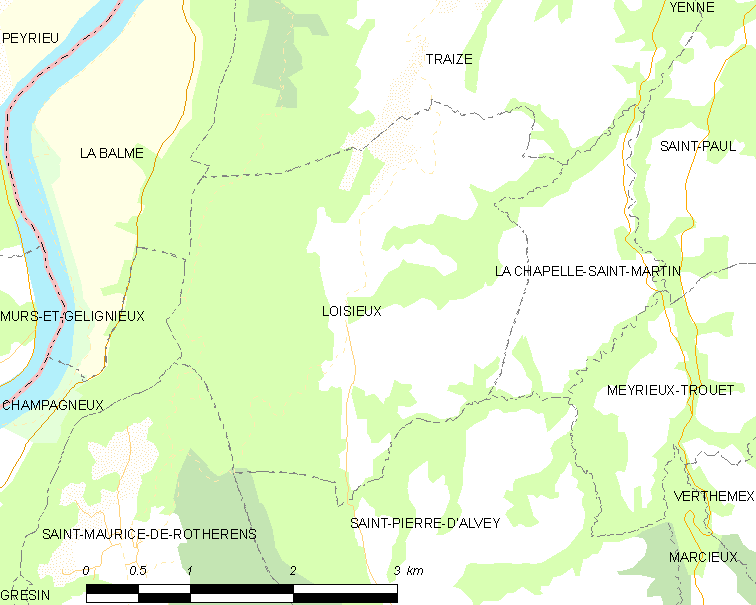
卢瓦雪的OSM定位图

卢瓦雪的时区为UTC+01:00、UTC+02:00（夏令时）。

## 行政
卢瓦雪的邮政编码为73170，INSEE市镇编码为73147。

## 政治
卢瓦雪所属的省级选区为萨瓦比热县。

## 人口

1962-2008年间卢瓦雪人口变化图示

卢瓦雪于2022年1月1日时的人口数量为224人。